# Greenville, Florida
Greenville är en ort i Madison County i delstaten Florida, USA.